# Episodi di Unbreakable Kimmy Schmidt (prima stagione)
La prima stagione della serie televisiva Unbreakable Kimmy Schmidt è stata resa interamente disponibile dal servizio on demand Netflix il 6 marzo 2015.
In Italia è stata pubblicata su Netflix il 22 ottobre 2015.
| nº | Titolo originale            | Titolo italiano                  | Pubblicazione USA | Pubblicazione Italia |
| -- | --------------------------- | -------------------------------- | ----------------- | -------------------- |
| 1  | Kimmy Goes Outside!         | Kimmy è libera!                  | 6 marzo 2015      | 22 ottobre 2015      |
| 2  | Kimmy Gets a Job!           | Kimmy trova un lavoro!           | 6 marzo 2015      | 22 ottobre 2015      |
| 3  | Kimmy Goes on a Date!       | Kimmy ha un appuntamento!        | 6 marzo 2015      | 22 ottobre 2015      |
| 4  | Kimmy Goes to the Doctor!   | Kimmy va dal dottore!            | 6 marzo 2015      | 22 ottobre 2015      |
| 5  | Kimmy Kisses a Boy!         | Kimmy bacia un ragazzo!          | 6 marzo 2015      | 22 ottobre 2015      |
| 6  | Kimmy Goes to School!       | Kimmy va a scuola!               | 6 marzo 2015      | 22 ottobre 2015      |
| 7  | Kimmy Goes to a Party!      | Kimmy va a una festa!            | 6 marzo 2015      | 22 ottobre 2015      |
| 8  | Kimmy Is Bad at Math!       | Kimmy è una frana in matematica! | 6 marzo 2015      | 22 ottobre 2015      |
| 9  | Kimmy Has a Birthday!       | Kimmy compie gli anni!           | 6 marzo 2015      | 22 ottobre 2015      |
| 10 | Kimmy's in a Love Triangle! | Kimmy e il triangolo amoroso!    | 6 marzo 2015      | 22 ottobre 2015      |
| 11 | Kimmy Rides a Bike!         | Kimmy va in bici!                | 6 marzo 2015      | 22 ottobre 2015      |
| 12 | Kimmy Goes to Court!        | Kimmy va in tribunale!           | 6 marzo 2015      | 22 ottobre 2015      |
| 13 | Kimmy Makes Waffles!        | Kimmy fa i waffle!               | 6 marzo 2015      | 22 ottobre 2015      |

## Kimmy è libera!
- Titolo originale: Kimmy Goes Outside!
- Diretto da: Tristam Shapeero
- Scritto da: Tina Fey & Robert Carlock

## Kimmy trova un lavoro!
- Titolo originale: Kimmy Gets a Job!
- Diretto da: Tristam Shapeero
- Scritto da: Sam Means

## Kimmy ha un appuntamento!
- Titolo originale: Kimmy Goes on a Date!
- Diretto da: Beth McCarthy-Miller
- Scritto da: Jack Burditt & Robert Carlock

## Kimmy va dal dottore!
- Titolo originale: Kimmy Goes to the Doctor!
- Diretto da: Tristam Shapeero
- Scritto da: Jack Burditt & Tina Fey

## Kimmy bacia un ragazzo!
- Titolo originale: Kimmy Kisses a Boy!
- Diretto da: Linda Mendoza
- Scritto da: Allison Silverman

## Kimmy va a scuola!
- Titolo originale: Kimmy Goes to School!
- Diretto da: Michael Engler
- Scritto da: Dan Rubin & Lon Zimmet

## Kimmy va a una festa!
- Titolo originale: Kimmy Goes to a Party!
- Diretto da: Nicole Holofcener
- Scritto da: Robert Carlock

### Trama
Julian Voorhees finalmente torna a casa e la moglie Jacqueline organizza una cena con amici e colleghi nella speranza di smascherare davanti a tutti la tresca del marito. Nel corso della serata Kimmy flirta con il ricchissimo Logan Beekman, mentre Titus Andromedon (ingaggiato come intrattenitore) rimedia un lavoro come canta-cameriere nel ristorante a tema horror Lo spettrale laboratorio del professor Dracula, a Broadway. Il giorno dopo, Jacqueline scopre che l'amante del marito è la dottoressa Goodman, la loro terapista di coppia.

## Kimmy è una frana in matematica!
- Titolo originale: Kimmy Is Bad at Math!
- Diretto da: Michael Engler
- Scritto da: Meredith Scardino

### Trama
Kimmy chiede aiuto in matematica a Fallong, il suo compagno di classe vietnamita, che si prende una cotta per lei. Intanto, Jacqueline si convince a chiedere il divorzio al marito e Titus scopre che la vita a New York è più facile da licantropo che come uomo di colore. Per il loro primo appuntamento, Kimmy chiede a Logan Beekman di portarla al Tavern on the Green.

## Kimmy compie gli anni!
- Titolo originale: Kimmy Has a Birthday!
- Diretto da: Todd Holland
- Scritto da: Jack Burditt

### Trama
Kimmy compie trent'anni. Il patrigno Randy e la sorellastra Kymmi le fanno visita a New York. Il loro rapporto, che all'inizio non è affatto idilliaco, è destinato a migliorare nel corso della giornata. Intanto, Fallong costruisce con le sue mani una bicilcetta da regalare alla festeggiata, ma Logan (che ha incaricato la sua assistente di comprare trenta regali per Kimmy) involontariamente si attribuisce la paternità di quel regalo e, alla festa di compleanno, Fallong e Logan arrivano alle mani.

## Kimmy e il triangolo amoroso!
- Titolo originale: Kimmy's in a Love Triangle!
- Diretto da: Jeff Richmond
- Scritto da: Azie Dungey & Lauren Guarganous

### Trama
Logan vuole che Fallong esca dalla vita di Kimmy e fa in modo che l'ufficio Immigrazione faccia chiudere il ristorante cinese presso cui lavora ed espella dal Paese tutti i suoi dipendenti. Quando Kimmy lo scopre, rompe con Logan e si decide a frequentare Fallong. Intanto, Titus vorrebbe che gli venissero affidati anche ruoli più mascolini e si rivolge a M. Le Loup per imparare a comportarsi come un eterosessuale. Xanthippe invece è infuriata perché a causa del divorzio dovrà andare a vivere con la madre nel Connecticut, ma Kimmy scopre che quel posto è più adatto a lei: infatti il suo atteggiamento da adolescente ribelle è tutta una farsa, in realtà Xanthippe è una brava ragazza che non beve alcolici, non si droga, a scuola ha il massimo dei voti, suona l'oboe in una banda e fa birdwatching.

## Kimmy va in bici!
- Titolo originale: Kimmy Rides a Bike!
- Diretto da: Beth McCarthy-Miller
- Scritto da: Sam Means & Allison Silverman

### Trama
Lo stato dell'Indiana cita Kimmy per testimoniare contro il reverendo Richard, ma lei non vuole andarci. Per distarsi, con Jacqueline, si butta a capofitto nelle lezioni di spinning spirituale tenute da Christopher (detto Tristafè), fin quando non capisce che, proprio come il reverendo Richard, anche Tristafè è un impostore che cerca di manipolare gli altri. Intanto Titus segue il processo on-line da una biblioteca pubblica. I pubblici ministeri Marcia e Chris (avvocati californiani notoriamente incompetenti) sono disastrosi e la testimonianza di Kimmy diventa indispensabile.

## Kimmy va in tribunale!
- Titolo originale: Kimmy Goes to Court!
- Diretto da: Ken Whittingham
- Scritto da: Emily Altman & Jack Burditt

### Trama
Accompagnata da Titus, Kimmy va a Durnsville, nell'Indiana, per testimoniare contro il reverendo Richard. Con le altre donne talpa ritorna nel bunker per cercare delle prove che incastrino il reverendo. Invece Titus, preso d'assalto dai giornalisti, diventa una star del web per un'intervista disastrosa.

## Kimmy fa i waffle!
- Titolo originale: Kimmy Makes Waffles!
- Diretto da: Tristam Shapeero
- Scritto da: Robert Garlock & Sam Means

### Trama
Jacqueline e Lillian vogliono raggiungere Kimmy nell'Indiana e intraprendono un viaggio on the road, durante il quale Jacqueline riscopre il legame con le proprie origini di nativa americana. Nel bunker, le donne talpa trovano un video che si rivela molto utile per incastrare il reverendo Richard e vincere la causa. Intanto, per non essere espulso dal Paese, Fallong è costretto a sposare l'anziana compagna di classe Sonja. Mentre l'ex moglie di Titus riesce a rintracciarlo grazie al video diventato virale sul web.